# Kisláng
Kisláng è un comune dell'Ungheria di 2.615 abitanti (dati 2001). È situato nella contea di Fejér.